# Протопопов, Иван Иванович
Ива́н Ива́нович Протопо́пов (15 апреля 1907, Харьковская губерния — 10 августа 1944, Люблинское воеводство) — советский военный. Участник Великой Отечественной войны. Герой Советского Союза (1945, посмертно). Старший лейтенант.

## Биография
Иван Иванович Протопопов родился 15 апреля 1907 года в селе Гениевка Змиёвского уезда Харьковской губернии Российской империи (ныне село Змиёвского района Харьковской области Украины) в крестьянской семье. Украинец. В раннем детстве с родителями переехал в уездный город Кустанай Тургайской области. Окончил начальную школу. В 1929—1931 годах И. И. Протопопов проходил срочную службу в рядах Рабоче-крестьянской Красной Армии. После демобилизации жил и работал в городе Куляб Таджикской ССР.
Вновь в Красную Армию И. И. Протопопов был призван Кулябским районным военкоматом Кулябской области в октябре 1942 года. Окончил военное пехотное училище. В действующей армии лейтенант И. И. Протопопов с 12 марта 1944 года в должности командира стрелкового взвода 3-го стрелкового батальона 415-го стрелкового полка 1-й стрелковой дивизии 70-й армии. В боях с немецко-фашистскими захватчиками лейтенант И. И. Протопопов с конца марта 1944 года на 2-м Белорусском фронте. Боевое крещение принял в бою на реке Турье севернее Ковеля в ходе Полесской операции. В результате наступления части дивизии вышли на рубеж реки Выжовка в Ратновском районе Украинской ССР, который удерживали до лета 1944 года уже в составе 1-го Белорусского фронта. Лейтенант Протопопов особо отличился во время Люблин-Брестской операции — составной части стратегической операции «Багратион».
Начав наступление 18 июля 1944 года, подразделения 70-й армии сломили сопротивление противника и 22 июля вышли на государственную границу СССР на реке Западный Буг. 22-23 июля основные силы армии форсировали реку и мощным ударом с юга вышли в тыл брестской группировки противника. 24 июля 1944 года взвод лейтенанта И. И. Протопопова умелым манёвром обошёл с фланга немецкие позиции у деревни Крулевская (Ortel Królewski Pierwszy), и стремительно ворвавшись в населённый пункт, в рукопашной схватке уничтожил 40 немецких солдат и ещё двух взял в плен. Преследуя выбитых из деревни немцев, бойцы Протопопова перерезали железнодорожную магистраль Брест—Варшава в районе населённого пункта Перховице (Perkowice). 25 августа на железнодорожной станции Хотылув (Chotyłów) они перехватили следовавший в Брест немецкий эшелон с горючим. Выход 70-й армии в район Бяла-Подляска создал реальную угрозу окружения крупной группировки немецко-фашистских войск, оборонявшихся в Бресте и на левом берегу Западного Буга севернее города. Противник начал стремительный отвод войск по единственной оставшейся под их контролем транспортной коммуникации — шоссе Брест-Янув. Задача отрезать пути отхода противнику была возложена на 1-ю стрелковую дивизию. В ночь на 28 июля 1944 года взвод 3-го стрелкового батальона 415-го стрелкового полка дивизии под командованием лейтенанта И. И. Протопопова вышел на шоссе в районе населённого пункта Бохукалы (Bohukały) и занял круговую оборону, блокировав путь колонне отступающих немецких войск. С утра на шоссе закипел ожесточённый бой. Противник, стремясь вырваться из окружения, предпринимал яростные атаки на позиции взвода, не считаясь с потерями. Темп и мощь немецких атак с каждым часом усиливались, но бойцы Протопопова стойко удерживали занимаемые рубежи. По свидетельству командира 415-го стрелкового полка подполковника В. М. Мединцева «груды немецких трупов завалили большак… 4 раза Протопопов поднимал своих бойцов в атаку и продвигался вперёд, ибо трупы немцев мешали вести огонь». Взвод лейтенанта И. И. Пртопопова в течение дня отразил 16 вражеских атак. Когда у советских солдат закончились патроны, оставшиеся в строю немецкие солдаты общим числом до 250 человек, попытались обойти их позиции, но Иван Иванович поднял своих бойцов в рукопашную. Действуя гранатами, они окончательно рассеяли противника. Всего в бою на шоссе взводом было уничтожено свыше 200 вражеских солдат и офицеров, 20 автомашин и захвачено три самоходных артиллерийских орудия. В схватке с врагом Иван Иванович был ранен, но остался в строю. 10 августа 1944 года он погиб в бою у польской деревни Осовно.
За образцовое выполнение боевых заданий командования, личный героизм и отвагу, блестящее командование взводом в исключительно сложных условиях боя 20 августа 1944 года командир полка подполковник В. М. Мединцев представил старшего лейтенанта И. И. Протопопова к званию Героя Советского Союза посмертно. Указ Президиума Верховного Совета СССР был подписан 24 марта 1945 года. Похоронен И. И. Протопопов на месте гибели у деревни Осовно в гмине Борки Радзыньского повята Люблинского воеводства Польской Республики.

## Награды
- Медаль «Золотая Звезда» (24.03.1945, посмертно);
- орден Ленина (24.03.1945, посмертно);
- орден Красного Знамени (07.03.1945, посмертно).

## Память
- Имя Героя Советского Союза И. И. Протопопова увековечено на мемориале Героям Советского Союза — уроженцам города Змиёва и Змиёвского района в городе Змиёве Украины.

## Документы
- Общедоступный электронный банк документов «Подвиг Народа в Великой Отечественной войне 1941—1945 гг.» Дата обращения: 7 июня 2013. Архивировано из оригинала 13 марта 2012 года.

Представление к званию Героя Советского Союза и указ ПВС СССР о присвоении звания. Дата обращения: 7 июня 2013. Архивировано 7 июня 2013 года.
Орден Красного Знамени (наградной лист и приказ о награждении). Дата обращения: 7 июня 2013. Архивировано 7 июня 2013 года.
- Обобщенный банк данных «Мемориал». Дата обращения: 7 июня 2013. Архивировано из оригинала 10 мая 2012 года.

ЦАМО, ф. 33, оп. 11458, д. 657.
ЦАМО, ф. 33, оп. 11459, д. 459.